# Рассохино (Новгородская область)
Рассохино — деревня в Мошенском районе Новгородской области России. Входит в состав Кировского сельского поселения.

## География
Деревня находится в восточной части Новгородской области, в подзоне южной тайги. К северо-востоку — заболоченная местность. Абсолютная высота — 151 м над уровнем моря.

### Часовой пояс
Деревня Рассохино, как и вся Новгородская область, находится в часовой зоне МСК (московское время). Смещение применяемого времени относительно UTC составляет +3:00.

## История
До 12 апреля 2010 года деревня входила в состав упразднённого Барышовского сельского поселения

## Население
| 2010 |
| ---- |
| 0    |

## Инфраструктура
Было развито личное подсобное хозяйство.